# 下京慶子
下京 慶子（しもきょう けいこ、1992年8月26日 - ）は、日本の女優、映画プロデューサー、ドローンパイロット。鹿児島県鹿屋市出身。幼少期を奄美大島で過ごす。所属事務所はレトロワグワース。身長162cm、体重47kg。

## 来歴・人物
2016年、映画制作の勉強と同時に俳優業をスタートさせる。カメラマンアシスタントとして行っていたドローンによる空撮の依頼が増え、近年のドラマでは業界初の俳優兼 ドローンパイロットとしての参加を果たす。
日中合作ドラマ『逃亡料理人ワタナベ』のスピンオフ企画「湯けむり下京」では、自ら出演をしながら撮影・編集を担当。
映画『たぶん』で初の映画プロデュースを務めた後、『MIRRORLIAR FILMS』へも参加。俳優業と制作業を兼任しながら、ドローン空撮と映像業界において様々な分野で活動している。

## プロデュース作品
- 映画『たぶん』（2020年）
- TikTok映画『幸ト音』（2021年）
- 短編映画制作企画『MIRRORLIAR FILMS』（2021年）
- BUMPショートドラマ 『#大人に恋はムズカシイ』(2024年) プロデューサー兼主演 https://lp.bump.studio/

## ドローン撮影
- 映画
  - 「散歩時間」
  - 「そして僕は途方に暮れる」
  - 「たぶん」
  - 「すくってごらん」
  - 「唄う六人の女」[3]
- MV
  - back number「怪獣のサイズ」
  - 羊文学「あいまいでいいよ」
  - 清原果耶「今とあの頃の僕ら」
- ドラマ
  - 「日本ボロ宿紀行」
  - 「向かいのバズる家族」他
- CM「栃木スマートワーケーション-冬編-」

## 主な出演作品
- 映画
  - 「ステップ」（2020年7月17日公開）
  - 「唐人街探偵 東京MISSION」」（2021年7月9日公開）
  - 「ディスコーズハイ」（2022年7月8日公開）- 別久花 役[4]
  - 「異動辞令は音楽隊!」（2022年8月26日公開）
  - 「とどのつまり」（2022年9月24日公開）- リカ 役[5]
  - 「そして僕は途方に暮れる」（2023年1月31日公開）
  - 「唄う六人の女」（2023年10月27日公開）[3]
  - MIRRORLIAR FILMS Season5『MIMI』（2024年5月31日公開）[6]
  - 「ボールド アズ、君。」（2025年3月29日公開） - 草薙凪子 役[7][8]
- ドラマ
  - 「シグナル 長期未解決事件捜査班 スペシャル」
  - 「小杉健治サスペンス 当番弁護士 梶原藤子の事件ファイル」
  - 『逃亡料理人ワタナベ』スピンオフ企画「湯けむり下京」
  - 「チョコレート戦争〜朝に道を聞かば夕べに死すとも可なり〜」
  - 「ハイポジ 1986年、二度目の青春。」
  - 「集団左遷!!」
  - 「向かいのバズる家族」サヤ役&ドローン撮影
  - 「日本ボロ宿紀行」
  - 「キス×kiss×キス〜LOVE ⅱ SHOWER〜」[9]
- webドラマ
  - 『東京カレンダー「港区おじさん」』大地恵役
  - 『あなたのことが死ぬほど嫌いです』[10]
  - Gyao!「パビゴラ!」
- 朗読劇「いつもの帰り道」＠池袋HUMAXシネマズ

- CM
  - Visaデビット「お弁当篇」
  - 公益社団法人日本証券アナリスト協会 ブランデッドムービー「私の人生は、私が決める。」
  - Uber Eats「盆栽篇」「ボタニカルヘア篇」
  - Square Mile香港
  - Norton「ダークウェブモニタリング」
- スチールモデル「POLA”ディエムクルール”」

- 舞台
  - 劇団コノエノ「MONEY MONEY MONEY!」脚本・演出：木乃江祐希 @下北沢シアター711
  - 「0号～空感演人ver.～」作・演出：柿ノ木タケヲ（ゲキバカ）
  - 「デモクラティアの種〜熊楠が孫文に伝えた世界〜」作･演出：竹内一郎 ＠新宿紀伊國ホール
  - 「花嫁は雨の旋律」作･演出：吉田武寛 ＠中野ザ・ポケット
  - 「グリニッジの天秤」作･演出：佐藤信也 ＠新宿シアターモリエール
  - 「ロミオ&ジュリエット-薔薇の名前-」＠座・高円寺２
  - 「ミュージカル”タイラー!”」＠新宿シアターブラッツ

- MV
  - Newspeak「Maybe You‘re So Right, Gonna Get My Shotgun」
  - コバソロ「恋せよ乙女 feat. 春茶」
  - back number「Size of the Kaiju(怪獣のサイズ)」